# Цунаде
Цунаде (транслит.) је једна од фиктивних ликова из аниме и манга серије Наруто.

## Прича
Цунаде је била ученик трећег Хокагеа. Она, Џираја и Орочимару су познати као легендарне три нинџе или укратко санини. Цунаде је позната по својим великим грудима, иако ју је Џираја, током њиховог детињства, називао „равном”.
Једна од Цунадиних вреднијих имовина била је огрлица која је припадала њеном деди, а за коју је речено да вреди колико три планине. Када је њен брат Наваки напунио 12. година, Цунаде му је предала огрлицу како би му она помогла у његовој жељи да постане Хокаге. Следећи дан Наваки је погинуо као једна од многих жртава тадашњег рата, а огрлица је враћена Цунади.
Након неког времена, Цунаде се заљубила у човека званог Дан, који је такође желео да постане Хокаге. Као знак љубави, Цунаде му је исто предала огрлицу. Одмах после тога Дан је умро крвавом смрћу пред Цунадиним очима иако је она покушала да га спасе. Огрлица се вратила њој.
Смрт Дана и Навакија потпуно је променила Цунаду; Данова смрт и њен неуспели покушај да га спасе дали су јој страх од крви (хемофобија). Цунаде је почела да верује да је огрлица проклета и није је више никоме хтела дати. Истовремено изгубила је и поверење у титулу Хокагеа, говорећи да само глупи људи желе ту позицију.
Са том променом у погледу на свет, Цунаде је напустила Коноху с Дановом нећакињом, Шизуне, коју је касније узела за шегрта.

## Карактеристике и способности
Једна од Цунадиних главних способности је њена фантастична снага, која потиче од њене изврсне чакра контроле. Цунаде је у стању пробити велике стене за пар секунди. Такође је веома способан и искусан лекар и у стању је да излечи ране од којих би други већ одавно одустали. То је један од разлога због којих јој се Орочимару обратио, јер је знао да само она му може излечити руке. Цунаде је својом вештином креирала Технику поновног рођења. Иако је то једна веома корисна техника, она такође скраћује живот корисника, због чега је препоручено користити је само у екстремним ситуацијама.
Иако има педесет година Цунаде због своје технике трансформирања изгледа као да има још увек 20 година. Цунадина трансформација је очито другачија јер је трајна и не распушта се када је ударена или повређена. Цунаде је велики коцкар који има жалосну ману сталног губљења. Као резултат свега тога, прозвана је Легендарним губитником због богатства којег су стекли они који су се са њом сукобили у игри. У ретким случајевима Цунаде побеђује али то је по њој лош знак јер се обично после тога нешто лоше догоди. Знак на њеној јакни значи коцкати се.